# Alvito Lucides
Alvito Lucides (antes de 915–m. ca. 973), foi um Rico-homem e Cavaleiro mediéval ligado à fundação do Condado Portucalense como filho de Lucídio Vimaranes—o 2.º conde do Condado Portucalense para o que foi nomeado em 873—e possivelmente de Gudilona Mendes, filha de Hermenegildo Guterres.[a] Aparece pela primeira vez na documentação mediéval em 915 confirmando uma doação de seu pai e a última vez num documento "falso ou interpolado" em 973.

## Matrimónio e descendência
Terá casado com Munia Dias, filha do conde Diogo Fernandes, de quem teve:
- Lucídio Alvites (m. ca. 968), o esposo de Jimena e pai de de Onega Lucides, a segunda esposa de Rodrigo Vasques, conde em Limia.[4]
- Mendo Luz, conde e provavelmente seu filho.[b]
- Nuno Alvites, filiaçǎo provavel. Confirmou a dotação do Mosteiro de Guimarães em 959 e foi o pai de Alvito Nunes[5]
- Telo Alvites (m. ca. 985), conde, confirmou a dotação em 959 com seu irmão Nuno, e foi casado con Mumadona. Provavelmente o pai de Osorio e Alvito Teles.[6]
- Elvira Alvites (m. ca. 969), a esposa de Rodrigo Mendes.[6]